# Ту би-Шват
Ту би-Шват (ивр.  ט"וּ בִּשְׁבָט ‎) — еврейский праздник, отмечаемый в 15-й день еврейского месяца шват. Его также называют «Рош ха-Шана ла’Иланот» (ивр. ראש השנה לאילנות‎), буквально «Новый Год деревьев». Мидраш говорит о том, как деревья, увидев, что Бог даровал людям праздник Нового года, преисполнились зависти и попросили Его, чтобы и им был установлен такой же день. Так как в месяце шват деревья просыпаются после зимней спячки, то именно это время и было избрано.
Ту би-Шват начинает трёхмесячную серию праздников, приходящихся на середину месяца (на полнолуния), кульминация которых приходится на Песах.
В современном Израиле этот день празднуется как день экологического сознания, и отмечается посадкой деревьев.

## Этимология
Название Ту би-Шват происходит от ивритской даты празднования. «Ту» — это ивритские буквы ט (тет) и ו вав, имеющие числовое значение 9 и 6, что в сумме даёт 15. Эта дата именуется и как «Хамиша-асар би-Шват» (חמשה-עשר בשבט), что также означает «пятнадцатый день швата».

## Талмуд
Ту би-Шват упоминается в Мишне в трактате Рош ха-Шана, как один из четырёх новых годов еврейского календаря. Дискуссия по поводу времени прихода Нового Года была предметом дебатов между раввинами: «И есть четыре даты нового года: — Первое нисана — новый год для царей и праздников — Первое элула — новый год для десятин от животных. Рабби Элазар и Рабби Шимон говорят: — Первое тишрея — новый год для исчисления календаря, субботних и юбилейных лет, для посадок и посева — Первое швата, согласно школе Шаммая; школа Гиллеля говорит: Пятнадцатое швата» (Рош ха-Шана:2a)
Раввины Талмуда вынесли решение по этому вопросу в пользу Гиллеля. Таким образом, 15-е швата стало датой, от которой рассчитывается начало сельскохозяйственного цикла для нужд библейских десятин.
Орла обозначает библейский запрет (Левит 19:23) употреблять в пищу плоды, созревшие на деревьях в течение первых трёх лет после их посадки. Этот запрет — одно из талмудических предписаний, касающихся фруктовых деревьев, безвариативно определяющее условный возраст плодоносящего дерева. Ту би-Шват при этом используется как точка отсчёта. Орла до сего дня сохраняет, в сущности, ту же форму, какую она имела в талмудические времена. В ортодоксальном еврейском мире эта практика сегодня по-прежнему соблюдаются как часть Галахи — еврейского закона. Плод, созревший на трёхлетнем дереве до Ту би-Швата, считается орла, и есть его запрещено, тогда как плод, созревший в третий год дерева на Ту би-Шват или после — разрешён.
В талмудической литературе нет описания обрядов праздника Ту би-Шват, но в эпоху гаонов евреи Эрец-Исраэль читали в этот день особые благословения.

### Библейские десятины
15 швата был последний день еврейского налогового года для плодоносящих деревьев. Наибольшее количество необходимых для деревьев осадков выпадает в Израиле (Эрец-Исраэль) до 15 швата; плоды, созревающие после этой даты, считают урожаем следующего года.
- Нета реваи обозначает библейскую заповедь (Левит 19:24) приносить в качестве десятины в Иерусалим урожай фруктов четвёртого года[7]. Ту би-Шват является календарной точкой отсчёта при определении того, к какому году относится десятина; любой плод, созревающий после Ту би-Шват, должен был быть отнесен на следующий налоговый сезон.
- Маасер Шени была той десятиной, которая съедалась в Иерусалиме, а Маасэр Ани — той, которую отдавали бедным (Второзаконие 14:22-29); они также рассчитывались исходя из того, созрел ли плод до или после Ту би-Швата.

Маасэр Шени в наши дни соблюдается в 1-й, 2-й, 4-й и 5-й годы цикла Шмита посредством церемонии исполнения обязательств десятины при помощи монеты; в 3-й и 6-й годы, эту церемонию заменяет Маасэр Ани, и для его исполнения монета не нужна.

## Седер Ту би-Шват
В Средние века, — или, возможно, несколько раньше, — Ту би-Шват начали отмечать седером и небольшой церемонией поедания фруктов, поскольку в Мишне он был назван «Рош ха-Шана» («Новый Год»), и это было впоследствии интерпретировано, как надлежащий момент для празднования.

### Каббалистическая традиция
Важнейшую роль в создании обычаев праздника Ту би-Шват сыграл расположенный в Верхней Галилее город Цфат. В XVI веке, после изгнания евреев из Испании (в 1492 году), многие из которых поселились в Цфате, этот город стал крупным центром каббалистов, изучавших Тору и её заповеди и искавших в них тайный, скрытый смысл. Каббалисты по-новому осмыслили праздник Ту би-Шват и ввели новые обычаи.
В XVI веке каббалист «святой Ари» (рабби Ицхак Лурия Ашкенази) из Цфата и его ученики учредили в Земле Израиля седер Ту би-Шват «в ночь на празднество деревьев», — нечто похожее на седер Песах, — в ознаменование Древа Жизни (каббалистической карты сфирот). Плодам и деревьям Земли Израиля в праздничном фруктовом блюде придавалось символическое значение. Главная идея состояла в том, что съедание десяти специфических фруктов и выпивание четырёх бокалов вина, в определённом порядке, произнося при этом соответствующие благословения, приблизит человеческие существа, — и весь мир, — к духовному совершенству.
Самая ранняя опубликованная версия этого седера называется При Эц Хадар, что означает «Плод Прекрасного Дерева». Седер воспроизводит каббалистические темы восстановления космического благословения посредством укрепления и заживления Древа Жизни, используя в основном формат Четырёх Миров эманации, которые могут быть приблизительно нанесены на карту в виде физической метафоры дерева — то есть, корни, ствол, ветви и листья. В соответствии с этой практикой, многие евреи — хасиды едят в этот день этрог.
Традиционный седер Ту би-Шват заканчивался молитвой, в части которой говорится: «Да вернутся все искры, просыпанные нашими руками, или руками наших предков, или чрез прегрешение первого человека против плода от древа, и да будут они включены в величественную мощь Древа Жизни». В то время как каббалистическая интерпретация этого древа довольно специфична, образ Древа Жизни оказался весьма подходящим для новой интерпретации.
В Израиле каббалистический седер Ту би-Шват возрождён и справляется сегодня многими евреями, религиозными и светскими. Для этой цели написаны специальные агадот.
В хасидском сообществе, некоторые евреи маринуют или засахаривают этрог, оставшийся от Суккота, и съедают его на Ту би-Шват. Некоторые молятся о том, чтобы быть достойными прекрасного этрога на следующий Суккот.

### Экологическая интерпретация
Хотя седер Ту би-Шват возник как каббалистический способ отмечания праздника, некоторые экологически ориентированные евреи решили возродить традицию седера (или «седарим») Ту би-Шват во отражение вопросов и тем, относящихся к экологической или сионистской интерпретациям этого дня. В стиле седера Песах, в доме, — куда могут быть приглашены некоторые друзья, — съедаются различные символические фрукты и другие блюда, например, особый пирог с сухофруктами, наряду с вином или виноградным соком. Многие седеры также следуют и каббалистическому формату Четырёх Миров, часто придавая им современную окраску в смысле (физического, эмоционального, интеллектуального и духовного) значения, или реинтерпретируя их культурно (социально, космически, национально, экологически). Седеры могут также концентрироваться на одном аспекте или одной теме.
Экологическую интерпретацию седера Ту би-Шват можно проследить начиная с 1970-х г.г.; в какой-то степени она развилась из осознания, которое было порождено еврейской кампанией протеста против применения США Агента Оранж под названием «Деревья для Вьетнама». Один из более ранних экологически-окрашенных седеров Ту би-Шват, созданный Джонатаном Вулфом, инкорпорировал информацию от групп типа Израильского Общества Охраны Природы и Еврейского Национального Фонда непосредственно в каббалистический формат.

### Традиционные фрукты
Европейские евреи празднуют Ту би-шват, вкушая пятнадцать различных видов фруктов. Многие произносят один из пятнадцати псалмов (Псалмы 120—134) после каждого вида фруктов. Восточные евреи следуют мнению «святого Ари» и каббалистов Цфата, которые установили, какие именно фрукты нужно есть в Ту Би-шват. По одному из обычаев, нужно вкусить пятьдесят видов фруктов.
В каббалистических терминах съедаемые фрукты, сушёные или свежие, могут быть разделены по восходящей от низших, или более явных, до высших, или более духовных, следующим образом:
- Фрукты и орехи с твёрдой, несъедобной оболочкой и мягкой съедобной сердцевиной, такие как апельсины, бананы, грецкие орехи и фисташки. Некоторые считают апельсины и другие цитрусовые полностью съедобными, согласно интерпретации этрога, как относящегося к высшему уровню.
- Фрукты и орехи с мягкой оболочкой, но твёрдой косточкой внутри — такие, как финики, абрикосы, оливки и хурма.
- Плоды, которые съедаются целиком, такие как фиги и большинство мелких ягод.

Каббалистическая традиция учит, что съедание фруктов в этом порядке порождает связь с Древом Жизни, которое, — как о том упомянуто в Книге Бытия, — Бог расположил в Эдеме, куда после своего сотворения были помещены Адам и Ева — что также воплощено в сфирот. В результате человек перемещается от самого внешнего, или явного, измерения реальности, которое символизируют фрукты с оболочкой, к самому внутреннему измерению, символизируемому даже не полностью съедобными фруктами, но скорее четвёртым уровнем, который может быть уподоблен аромату. В то же время человек пьёт красный и белый виноградный сок или вино в различных пропорциях, от полностью белого к красному с лишь каплей добавленного в него белого — также в соответствии с этими уровнями.
Хотя часто при съедании фруктов и орехов на Ту би-Шват соблюдается какая-то версия каббалистической последовательности, в целом даже среди тех, кто не следует каббалистическому ритуалу, принято есть сушёные фрукты и орехи. Особенно популярны фиги, финики, изюм, плоды рожкового дерева и миндаль. Многие включают в свои седеры также Семь Видов (плодов), ассоциируемых с Землёй Израиля и Торой — каковыми, согласно Второзаконию 8:8 являются пшеница, ячмень, виноград, фиги, гранаты, оливки и финики.

## Традиции в Израиле
На Ту би-Шват 1890 г. Рабби Зеев Явец, один из основателей движения Мизрахи, привёл своих учеников сажать деревья в сельскохозяйственной колонии Зихрон Яаков. В 1908 г. эта традиция была воспринята Союзом еврейских учителей, а позже — Еврейским национальным фондом (Керен ха-Кайемет л’Исраэль), основанным в 1901 г. для надзора за мелиорацией и лесоразведением в Земле Израиля. В начале XX в. Еврейский национальный фонд посвятил этот день посадке эвкалиптовых деревьев, чтобы остановить эпидемию малярии в долине Хула в наши дни Фонд планирует на каждый Ту би-Шват крупные акции по посадке деревьев в больших лесах.. В проводимых Еврейским национальным фондом мероприятиях по посадке деревьев на Ту би-Шват принимает участие более миллиона израильтян, в основном дети и новые репатрианты. Исполняются особые песни, посвященные этому празднику.
В соответствии с идеей о том, что Ту би-Шват отмечает возрождение природы, многие из крупных израильских институтов выбрали этот день для своих инаугураций. Закладка краеугольного камня Еврейского университета в Иерусалиме состоялась на Ту би-Шват 1918 года; Техниона в Хайфе — на Ту би-Шват 1925 года; а Кнессета — на Ту би-Шват 1949 года.
Ту би-Шват — это израильский День посадки деревьев, и в международных медиа его часто называют именно так. Экологические организации в Израиле и диаспоре восприняли этот праздник для продвижения программ осознания значимости окружающей среды. В израильских кибуцах Ту би-Шват отмечается, как сельскохозяйственный праздник.
Часто детям, родившимся на Ту би-Шват, евреи в Израиле дают имя Илан или Илана («дерево»).
Плоды, упоминаемые в Торе и связанные с празднованием Ту Бишвата
- Гранат
- Виноград
- Финики

- Инжир
- Оливки
- Плоды рожкового дерева